# Tony Hawk's American Wasteland
Tony Hawk's American Wasteland è il nono gioco della serie di Tony Hawk, per PlayStation 2, Xbox, Xbox 360, Nintendo GameCube, telefoni cellulari e Microsoft Windows. È stato pubblicato dalla Neversoft e pubblicato dalla Activision nel 2005. La versione per il PC è stata pubblicata dalla Aspyr. E il primo gioco di Tony Hawk ad essere supportato da Xbox Live.

## Trama
In Tony Hawk's American Wasteland, i giocatori seguono la storia di un giovane skater che sogna di diventare una leggenda dello skateboarding. 
Il gioco inizia quando il protagonista arriva a Los Angeles, attirato dalla cultura skate e dalla promessa di un futuro radioso. 
Incontra un gruppo di skater eccentrici, tra cui la sua amica Erin, e insieme si imbarcano in una serie di avventure per realizzare il loro sogno di costruire un enorme skate park nel cuore della città.

## Soundtrack
La colonna sonora di American Wasteland presenta una selezione di band punk, ognuna delle quali ha reinterpretato una canzone di un gruppo punk rock o hardcore punk classico. 
L'album include tutte e 14 le cover inedite registrate appositamente per il gioco. 
La colonna sonora ha raggiunto la posizione 148 nella Billboard Top 200, la numero 4 nella Billboard Top Soundtracks e la numero 10 nella Billboard Top Independent Albums. La copertina è un omaggio alla copertina dell'album London Calling dei The Clash del 1979, che a sua volta è un omaggio alla copertina del primo album di Elvis Presley. L'illustrazione della retrocopertina è invece un omaggio alla retrocopertina dell'album omonimo dei The Clash. 
IGN ha dato alla colonna sonora un punteggio di 4.1 su 10, sostenendo che il disco sia più rivolto agli amanti dell'emo che del punk, poiché la maggior parte delle band partecipanti suona in quel genere.
1. Institutionalized (originally performed by Suicidal Tendencies) – 3:49 (Mike Muir, Louiche Mayorga) – Senses Fail
2. Suburban Home" / "I Like Food (originally performed by the Descendents) – 1:56 (Tony Lombardo / Bill Stevenson) – Taking Back Sunday
3. Astro Zombies (originally performed by the Misfits) – 2:13 (Glenn Danzig) – My Chemical Romance
4. Search and Destroy (originally performed by The Stooges) – 3:22 (Iggy Pop, James Williamson) – Emanuel
5. Sonic Reducer (originally performed by The Dead Boys) – 3:03 (David Thomas, Cheetah Chrome) – Saves the Day
6. Who Is Who (originally performed by the Adolescents) – 1:22 (Frank Agnew, Tony Cadena, Steve Soto) – Dropkick Murphys
7. Seeing Red" / "Screaming at a Wall (originally performed by Minor Threat) – 2:33 (Jeff Nelson, Ian MacKaye / MacKaye) – Thrice
8. House of Suffering (originally performed by Bad Brains) – 2:24 (H.R., Dr. Know) – The Bled
9. Time to Escape (originally performed by Government Issue) – 1:47 (John Stabb, Tom Lyle, Mike Fellows, Marc Alberstadt) – Hot Snakes
10. Start Today (originally performed by Gorilla Biscuits) – 2:03 (Walter Schreifels) – Fall Out Boy
11. Wash Away (originally performed by T.S.O.L.) – 3:28 (Jack Grisham, Ron Emory, Mike Roche, Todd Barnes, Greg Kuehn) – Alkaline Trio
12. Ever Fallen in Love (With Someone You Shouldn't've) (originally performed by the Buzzcocks) – 2:52 (Pete Shelley) – Thursday
13. Let's Have a War (originally performed by Fear) – 2:50 (Lee Ving, Philo Cramer) – From Autumn to Ashes
14. Fix Me (originally performed by Black Flag) – 0:55 (Greg Ginn) – Rise Against

| Chart (2005)           | Peak position |
| ---------------------- | ------------- |
| The Billboard 200      | 148           |
| Top Independent Albums | 10            |
| Top Soundtracks        | 4             |